# Юрич (село)
Юрич — село в составе Карагайского района в Пермском крае.

## Географическое положение
Село расположено в северной части района на расстоянии примерно 8 километров на восток по прямой от села Нердва.

## Климат
Климат умеренно-континентальный с продолжительной снежной зимой и коротким, умеренно-теплым летом. Средняя температура июля составляет +17,6 0С, января −15,7 0С. Безморозный период длится 100—130 дней. Период с температурой воздуха выше 10 0С составляет 115 дней. Среднее годовое количество осадков составляет 430—450 мм. Устойчивый снежный покров ложится в среднем с 10 октября до 5 ноября, реже 22 ноября. Наибольшая за зиму высота снежного покрова в отдельные годы может существенно разниться, при средних значениях (к 20 марта) 50 см в малоснежные и 75-80 см в многоснежные зимы.

## История
Село известно с 1647 года как деревня. Во второй половине XVII века стало селом после постройки Георгиевской церкви. В советское время работали колхоз «Путь Ленина», «Рассвет». Село до 2021 года входит в состав Нердвинского сельского поселения Карагайского района. Предполагается, что после упразднения обоих муниципальных образований войдёт в состав Карагайского муниципального округа.

## Инфраструктура
Основой существования села является Юрический психоневрологический интернат. Имеется также школа, дом культуры и библиотека. Упоминается также селхозпредприятие колхоз «Рассвет».

## Население
Постоянное население составляло 323 человека в 2002 году (99 % русские), 317 человек в 2010 году.